# Draconyx
Draconyx — рід вимерлих птахотазових динозаврів родини Camptosauridae, групи ігуанодонтів, що жили у юрському періоді (близько 150,8-145,5 мільйонів років тому), на території нинішньої Європи. Скам'янілості орнітоподів були знайдені в місцевості Estremadura, Португалія. Вперше описаний палеонтологами О. Матеушем і М. Т. Антунеш у 2001 році. Представлений одним видом — Draconyx loureiroi.
Draconyx був маленьким двоногим травоїдним. Грегорі Пол у 2010 році оцінив його довжину в 3,5 м, масу — в 150 кг